# Arrondissement de Gaillac
L'arrondissement de Gaillac est une ancienne subdivision administrative française du département du Tarn.

## Historique
Créé le 17 février 1800, il remplace le district de Gaillac. Il est supprimé le 10 septembre 1926. Les cantons furent rattachés à l'arrondissement d'Albi.

## Composition
Il comprenait les cantons de Cadalen, Castelnau-de-Montmiral, Cordes-sur-Ciel, Gaillac, Lisle-sur-Tarn, Rabastens, Salvagnac et Vaour.

## Sous-préfets
| Période           | Période           | Identité                         | Fonction précédente                                                                 | Observation                                                           |
| ----------------- | ----------------- | -------------------------------- | ----------------------------------------------------------------------------------- | --------------------------------------------------------------------- |
|                   |                   |                                  |                                                                                     |                                                                       |
| 22 juillet 1814   | 8 janvier 1823    | Charles de Chastenet de Puységur | Emigré pendant le Premier Empire Chambellan du Roi de Prusse Frédéric-Guillaume III | Nommé préfet des Landes                                               |
|                   |                   |                                  |                                                                                     |                                                                       |
| 24 mai 1876       | 7 juillet 1876    | Pierre Vaissière                 | Conseiller de préfecture du Puy-de-Dôme                                             | Nommé sous-préfet de Gannat                                           |
| 7 juillet 1876    | 24 mai 1877       | Eugène Célières                  | Sous-préfet de Nontron                                                              | 1ère fois. Nommé sous-préfet de Mauléon                               |
|                   |                   |                                  |                                                                                     |                                                                       |
| 30 décembre 1877  | 13 février 1886   | Eugène Célières                  | Sous-préfet de Mauléon                                                              | 2ème fois. Nommé secrétaire général de la préfecture du Var           |
| 13 février 1886   | 8 mars 1886       | Toussaint Desagnat               | Sous-préfet d'Ambert                                                                | Nommé sous-préfet de Villefranche-de-Lauragais                        |
| 8 mars 1886       | 14 novembre 1886  | Eugène Célières                  | Secrétaire général de la préfecture du Var                                          | 3ème fois. Nommé secrétaire général de la préfecture de la Corrèze    |
| 14 novembre 1886  | 24 mai 1889       | Toussaint Desagnat               | Sous-préfet de Villefranche-de-Lauragais                                            | Nommé sous-préfet de Brioude                                          |
| 24 mai 1889       | 8 juin 1891       | Frédéric Élisi de Saint-Albert   | Sous-préfet de Prades (1883-1888)                                                   | Nommé conseiller de préfecture du Rhône                               |
| 8 juin 1891       | 1er mars 1893     | Pierre Buy                       | Conseiller de préfecture des Alpes-Maritimes                                        | Nommé sous-préfet de Pithiviers                                       |
| 1er mars 1893     | 31 juillet 1894   | Pedro Lartigue                   | Sous-préfet de Marvejols                                                            | Nommé secrétaire général de la préfecture de la Corse                 |
| 31 juillet 1894   | 13 septembre 1897 | Louis Vernet                     | Sous-préfet de Die                                                                  | Nommé secrétaire général de la préfecture du Cher                     |
| 13 septembre 1897 | 21 octobre 1898   | Louis Trémoulet                  | Secrétaire général de la préfecture des Hautes-Alpes                                | Mis en disponibilité                                                  |
| 21 octobre 1898   | 9 septembre 1902  | Émile Claëys                     | Conseiller de préfecture de l'Hérault                                               | Nommé sous-préfet d'Orange                                            |
| 9 septembre 1902  | 1904              | Antoine Grec                     | Sous-préfet de Calvi                                                                | Mort en fonction                                                      |
| 5 septembre 1904  | 30 décembre 1905  | Ange Benedetti                   | Secrétaire général de la préfecture de la Lozère                                    | Nommé sous-préfet de Quimperlé                                        |
| 30 décembre 1905  | 3 novembre 1906   | Marc de Mendonça                 | Sous-préfet de Forcalquier                                                          | Nommé sous-préfet de Bernay                                           |
| 3 novembre 1906   | 28 janvier 1911   | Henri Mendousse                  | Secrétaire général de la préfecture de la Drôme                                     | Nommé secrétaire général de la préfecture du Lot                      |
| 28 janvier 1911   | 23 mai 1911       | Léon Renault                     | Sous-préfet de Mostaganem en Algérie française                                      | Nommé sous-préfet de Gien                                             |
| 23 mai 1911       | 2 mars 1912       | Paul Bourdeix                    | Sous-préfet de Gien                                                                 | Nommé sous-préfet de Guingamp                                         |
| 2 mars 1912       | 12 janvier 1914   | Guy Lafarge                      | Sous-préfet de Sartène                                                              | Nommé sous-préfet de Quimperlé                                        |
| 2 octobre 1914    | 22 septembre 1926 | Léon Giral de Solancier          | Conseiller de préfecture du Tarn                                                    | Rattaché à la préfecture du Tarn à la fermeture de la sous-préfecture |